# 布尔值模型
在数理逻辑中，布尔值模型是普通的塔斯基主义者的结构或模型概念的推广，在其中命题的真值不被限定为"真"和"假"，而是从某个固定的完全布尔代数中取值，布尔值模型是 Dana Scott、Robert M. Solovay 和 Petr Vopěnka 在1960年代为了帮助理解 Paul Cohen 的力迫方法而介入的。

## 定义
固定一个完全布尔代数 B 和一阶语言 L，后者由一组常量符号、函数符号和关系符号构成。L 的布尔值模型因此就由全集 M，它是元素(或名字)的集合，和对这些符号的释义组成。特别是，这个模型必须为 L 的每个常量符号指派一个 M 的元素，并为 L 的每个 n-元函数符号 f 和 n-元组 <a0,...,an-1> 中的每一个指派 M 的元素，这个模型必须为项 f(a0,...,an-1) 指派 M 的元素。
关系符号和等式的释义是更加复杂的: 对 M 每对元素 a, b，模型必须为表达式 a=b 指派一个真值 ||a=b|| ；这个真值取自 B。类似的，对于 L 的每个 n-元关系符号 R 和 n-元组 <a0,...,an-1> 中的每一个指派 M 的元素，这个模型必须指派 B 的一个元素为 ||R(a0,...,an-1)|| 的真值。
需要写些文字来解释在释义等式上的额外限制，保证它是等价关系并且这个关系顾及了等价事物的代换。

## 其他公式和句子的释义
其他公式可以使用布尔代数来释义；对于命题连结词这是很容易的；你可以简单的在子公式的真值上应用对应的布尔运算符。例如，如果 φ(x) 和 ψ(y,z) 分别是带有一个和两个自由变量的公式，并且是要代换 x、y 和 z 为模型的全集的元素 a、b 和 c，则
{\displaystyle \phi (a)\land \psi (b,c)}
的真值简单的是
{\displaystyle ||\phi (a)\land \psi (b,c)||=||\phi (a)||\ \land \ ||\psi (b,c)||}
对于量化的公式，我们需要利用布尔代数 B 的完全性。如果 φ(x) 是带有自由变量 x(可能还有其他我们忽略的自由变量)，则
{\displaystyle ||\exists x\phi (x)||=\bigvee _{a\in M}||\phi (a)||}
这里右手端要被理解为在 B 中所有真值 ||φ(a)|| 的上确界，这里 a 的范围在 M 之上。
一个公式的真值有时被称为它的可能性。它不能理解为一般意义上概率，它们不是实数而是完全布尔代数的 B 的元素。

## 集合论的布尔值模型
给定一个完全布尔代数 B，有一个指示为 VB 的布尔值模型，它是冯·诺伊曼全集 V 的布尔取值的类似者。(严格的说，VB 是真类，所以我们需要适当的重新解释对于模型意味着什么)。非形式的说，我们认为 VB 是像“布尔值集合”的某种东西；换句话说，布尔值集合，不再有定义分明的元素和非元素，而有带有是这个集合的元素的特定“可能性”的对象。这个“可能性”是 B 的一个元素，不是实数。这不同于模糊集合的概念。
布尔值集合的(“可能的”)元素，依次也是布尔值集合，它的元素也是布尔值集合，以此类推。要得到布尔值集合的非循环定义，我们需要有层次的建造它们。所以对于 V 的每个序数 α 我们定义集合 VαB 为:
VαB 是 β<α 的 VβB 的并集，如果 α 是极限序数(包括 0)。
Vα+1B 是从 VαB 到 B 的所有函数的集合。(这种函数表示 VαB 的“可能的”子集；如果 f 是这种函数，则对于任何 x∈VαB，f(x) 是 x 在这个集合中的可能性)。
我们定义类 VB 是所有集合 VαB 的并集。 
有可能相对化这个完整构造于 ZF (或者有时它的片段)的某个传递模型 M。在这种情况下我们通过应用上述构造于 M 内部而构造布尔值模型 MB。对传递模型的限制是不严重的，因为Mostowski塌陷引理蕴涵了所有合理的(良基的外延)模型同构于传递模型。(如果模型 M 不是传递事物而使其变得更加杂乱，因为 M 对什么意味着是“函数”或“集合”的释义可能不同于“外延”释义)。
接着我们需要在集合 VB 上定义两个 B-值的等于关系和成员关系。(在 VB 上的 B-值关系是从 VB×VB 到 B 的函数)。为了避免混淆于通常的等式和成员关系，对于在 VB 中的 x 和 y，它们指示为 ||x=y|| 和
||x∈y||。它们定义如下:
||x∈y|| 被定义为 ∑t∈Dom(y) ||x=t|| ∧ y(t)   ("x 在 y 中如果它等于在 y 中的某个东西")
||x=y|| 被定义为 ||x⊆y||∧||y⊆x||   ("x 等于 y 如果 x 和 y 相互都是对方的子集")，这里的
||x⊆y|| 被定义为 ∏t∈Dom(x) x(t)⇒||t∈y||   ("x 是 y 的子集如果所有 x 的元素都在 y 中")
符号 ∑ 和 ∏ 意味着我们在完全布尔代数 B 中采用最小上界和最大下界。第一眼看来上述定义好像是循环的: ||  ∈ || 倚赖于 || = ||，它依赖于 || ⊆ ||，它依赖于 || ∈ ||。但是闭合检查证实了 || ∈ || 的定义只对于更小阶的元素依赖于 || ∈ ||，所以 || ∈ || 和 ||  = || 是从 VB×VB 到 B 的良好定义的函数。
最后我们需要检查在 VB 上的这两个 B-值的关系 || ∈ || 和 || = || 使 VB 成为集合论的布尔值模型。没有自由变量的每个一阶集合论的句子都在  B 中有一个值，我们需要检查等式的所有公理和 ZF 集合论的所有公理(没有自由变量的)有 B 的元素“真”的值。这是直接了当的，但是要花很长时间因为有很多不同的公理需要检查。

## 引用
- Bell, J. L. (1985) Boolean-Valued Models and Independence Proofs in Set Theory, Oxford. ISBN 978-0-19-853241-5
- Jech, Thomas. . Springer. 2002. ISBN 978-3-540-44085-7.
- Kunen, Kenneth. . North-Holland. 1980. ISBN 978-0-444-85401-8.
- Kusraev, A. G. and  S. S. Kutateladze. . Kluwer Academic Publishers. 1999. ISBN 978-0-7923-5921-0. Contains an account of Boolean-valued models and applications to Riesz spaces, Banach spaces and algebras.
- Manin, Yu. I. . Springer. 1977. ISBN 978-0-387-90243-2. Contains an account of forcing and Boolean-valued models written for mathematicians who are not set theorists.